# Laphria keralaensis
Laphria keralaensis är en tvåvingeart som beskrevs av Joseph och Parui 1981. Laphria keralaensis ingår i släktet Laphria och familjen rovflugor. Inga underarter finns listade i Catalogue of Life.